# District de Kabompo
Le district de Kabompo est un district de Zambie, situé dans la Province Nord-Occidentale. Sa capitale se situe à Kabompo. Selon le recensement zambien de 2000, le district a une population de 51 904 personnes.